# Niklas Moisander
Niklas Moisander (ur. 29 września 1985 w Turku) – fiński piłkarz grający na pozycji obrońcy w szwedzkim klubie Malmö FF. Były reprezentant Finlandii. Jest bratem-bliźniakiem Henrika Moisandera, bramkarza Interu Turku.

## Kariera klubowa
Moisander urodził się w mieście Turku i tam też rozpoczął karierę piłkarską w klubie Turun Palloseura. Po grze w drużynach młodzieżowych awansował do kadry pierwszego zespołu i w 2002 roku zadebiutował w jego barwach w pierwszej lidze fińskiej. W TPS Turku grał przez dwa sezony i w tym okresie rozegrał 17 ligowych spotkań.
Na początku 2004 roku Moisander przeszedł do holenderskiego Ajaksu Amsterdam i przez trzy sezony był piłkarzem tego klubu. Nie zdołał jednak zadebiutować w Eredivisie i występował jedynie w rezerwach tego klubu. Latem 2006 odszedł więc do drugoligowego FC Zwolle i 11 sierpnia rozegrał dla niego swój pierwszy mecz, zremisowany na wyjeździe 0:0 z Fortuną Sittard. W Zwolle grał przez dwa lata i był jego podstawowym zawodnikiem.
W 2008 roku Moisander został sprzedany za 600 tysięcy euro do AZ Alkmaar. W klubie prowadzonym przez trenera Louisa van Gaala swój debiut zaliczył 20 września w zwycięskim 1:0 meczu z PSV Eindhoven. Od początku sezonu 2008/2009 był podstawowym zawodnikiem AZ. W sezonie 2008/2009 wywalczył z AZ mistrzostwo Holandii.
W 2012 roku Moisander wrócił do Ajaksu Amsterdam. W latach 2015–2016 grał w Sampdorii, a w latach 2016-2021 był zawodnikiem Werderu Brema. W 2021 przeszedł do Malmö FF.

## Kariera reprezentacyjna
Moisander karierę reprezentacyjną rozpoczął od występów w młodzieżowych reprezentacjach Finlandii. W reprezentacji U-17 rozegrał 8 meczów, w reprezentacji U-19 – 17 meczów i zdobył dwa gole, a w reprezentacji U-21 wystąpił w 19 spotkaniach, w których strzelił jedną bramkę. W reprezentacji A zadebiutował 29 maja 2008 roku w przegranym 0:2 towarzyskim spotkaniu z Turcją.